# Platambus schaefleini
Platambus schaefleini är en skalbaggsart som beskrevs av Michel Brancucci 1988. Platambus schaefleini ingår i släktet Platambus och familjen dykare. Inga underarter finns listade i Catalogue of Life.